# Asesinato de Sean Monterrosa
El asesinato de Sean Monterrosa fue un hombre latinoamericano de 22 años que recibió un disparo mortal el 2 de junio de 2020 por parte del agente de policía de Vallejo, Jarrett Tonn. Monterrosa estaba de rodillas y tenía las manos por encima de la cintura cuando Tonn le disparó a través del parabrisas de su camioneta policial sin identificación. La policía declaró posteriormente que Tonn le disparó porque creyó erróneamente que un martillo que Monterrosa llevaba en el bolsillo era un arma. Monterrosa murió más tarde en un hospital local.

## Antecedente
Sean Monterrosa (edad 22 años)  era de ascendencia argentina y salvadoreña. Creció en San Francisco y asistió a un instituto de bachillerato artístico. Había trabajado para un Boys & Girls Club y recientemente había estado trabajando como carpintero. Menos de una hora antes de que Monterrosa recibiera un disparo, envió por mensaje de texto a su hermana una petición exigiendo justicia para George Floyd, asesinado por la policía de Minneapolis una semana antes. Monterrosa fue enterrado el 19 de junio de 2020. Jarrett Tonn era agente de policía en el Departamento de Policía de Vallejo desde 2014, después de haber trabajado para el Departamento de Policía de Galt de 2007 a 2014.  El asesinato de Monterrosa fue la cuarta vez en cinco años que Jarrett Tonn disparaba contra una persona mientras estaba de servicio, incluidos dos tiroteos en un plazo de seis semanas en 2017 y un tiroteo en 2015 en el que Tonn disparó 18 veces. Ninguno de los tres tiroteos anteriores se saldó con una muerte y Tonn fue absuelto de conducta indebida por las investigaciones internas en cada caso. Quince días después del tiroteo mortal de Monterrosa, Tonn fue nombrado en una demanda no relacionada de fuerza excesiva y derechos civiles en un tribunal federal.